# Foix-Ville (tổng)
Tổng Foix-Ville là một tổng của Pháp nằm ở tỉnh Ariège trong vùng Occitanie.

## Hành chính
| Giai đoạn | Ủy viên           | Đảng             | Tư cách         |
| --------- | ----------------- | ---------------- | --------------- |
| 2008-2014 | Jean-Noël Fondère | Đảng xã hội Pháp | Thị trưởng Foix |
| 2001-2008 | Jean-Noël Fondère | Đảng xã hội Pháp | Thị trưởng Foix |
| 1994-2001 | Jean Surre        | Đảng xã hội Pháp |                 |
| 1988-1994 | Jean Surre        | Đảng xã hội Pháp |                 |
| 1985-1988 | Jean Surre        | Đảng xã hội Pháp |                 |

## Các đơn vị hành chính
Tổng Foix-Ville được lập năm 1985, bao gồm 1 xã với dân số 9 109 người (điều tra năm 1999, dân số không tính trùng).
| Xã   | Dân số | Mã bưu chính | Mã insee |
| ---- | ------ | ------------ | -------- |
| Foix | 9 109  | 09000        | 09122    |

## Thông tin nhân khẩu
| 1962                                                     | 1968  | 1975  | 1982  | 1990  | 1999  |
| -------------------------------------------------------- | ----- | ----- | ----- | ----- | ----- |
| 8 156                                                    | 9 331 | 9 599 | 9 282 | 9 964 | 9 109 |
| Nombre retenu à partir de 1962 : dân số không tính trùng |       |       |       |       |       |